# Coleridge (Nebraska)
Coleridge és una població dels Estats Units a l'estat de Nebraska. Segons el cens del 2000 tenia 541 habitants, 242 habitatges, i 128 famílies. La densitat de població era de 417,8 habitants per km².